# Methicula
Methicula is een kevergeslacht uit de familie van de boktorren (Cerambycidae). De wetenschappelijke naam van het geslacht werd voor het eerst geldig gepubliceerd in 1971 door Chemsak & Linsley.

## Soorten
Methicula is monotypisch en omvat slechts de volgende soort:
- Methicula dimidiata Chemsak & Linsley, 1971